# HMS Tonnant

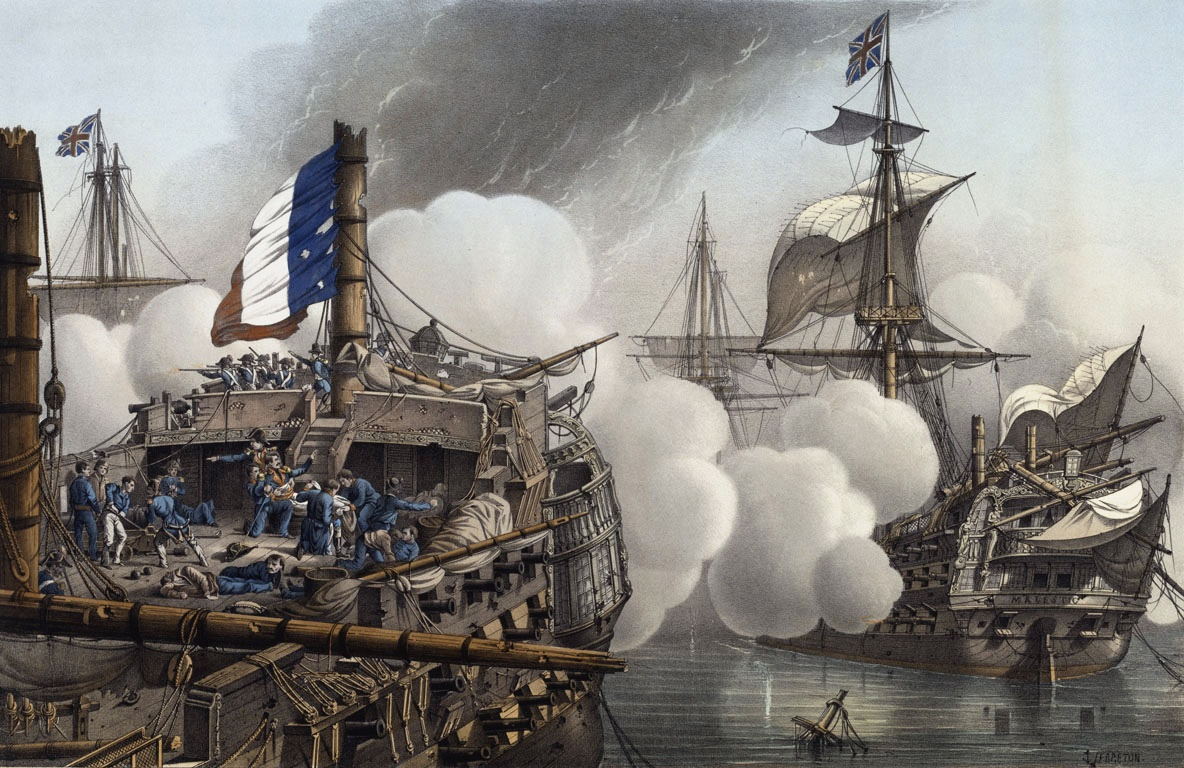
Tonnant under slaget vid Nilen av Louis Lebreton.

HMS Tonnant var ett av de fartyg som var med under slaget vid Trafalgar. Hon var ett linjeskepp med 74 kanoner.[källa behövs]